# Universidad de Sheffield
La Universidad de Sheffield es una institución educativa y de investigación ubicada en Sheffield, South Yorkshire, Inglaterra.

## Historia
La Universidad de Sheffield se formó a partir de la unión de tres instituciones locales. En 1828 fue fundada la Escuela de Medicina de Sheffield, seguida de Firth College en 1879, por Mark Firth, un fabricante de acero, para enseñar ciencias y artes. El Firth College posteriormente ayudó a recoger fondos para crear, en 1884, la Escuela Técnica de Sheffield para impartir clases de ciencia aplicada; era la única área que las universidades ya existentes no cubrían. Estas tres instituciones convergieron en 1897 para formar el Colegio Universitario de Sheffield.
En un principio, se pensó que la universidad se uniese a las universidades de Mánchester, Liverpool y Leeds, como cuarto miembro de la Universidad de Victoria. Sin embargo, la Universidad de Victoria empezó a dividirse antes de que esto pudiese pasar, entonces la Universidad de Sheffield recibió su propia Carta Real en 1905 y se convirtió en la Universidad de Sheffield. 
La Universidad se inició en 1905 con 114 estudiantes, y fue creciendo poco a poco hasta los años cincuenta y sesenta, cuando comenzó a ampliarse rápidamente. Se construyeron muchos edificios nuevos (incluyendo la Torre de Artes), y el número de estudiantes llegó hasta los más de 20.000 alumnos que tiene actualmente.[cita requerida]
En 1995, la Universidad se hizo cargo de los Colegios de Maternidad y Enfermería de Sheffield y North Trent, lo que hizo crecer enormemente su Facultad de Medicina, aunque en el 2005 se decidió transferir estas especialidades a la Universidad Sheffield Hallam.
Con los años, la Universidad ha acogido a escritores y estudiantes célebres como el crítico literario William Empson, que fue director del Departamento de inglés; la escritora Angela Carter; el químico ganador de un Premio Nobel Sir Harry Kroto, y Bernard Crack, que impartía clases de política y que tuvo como alumno al futuro político del Partido Laborista, David Blunkett.

## Referencias

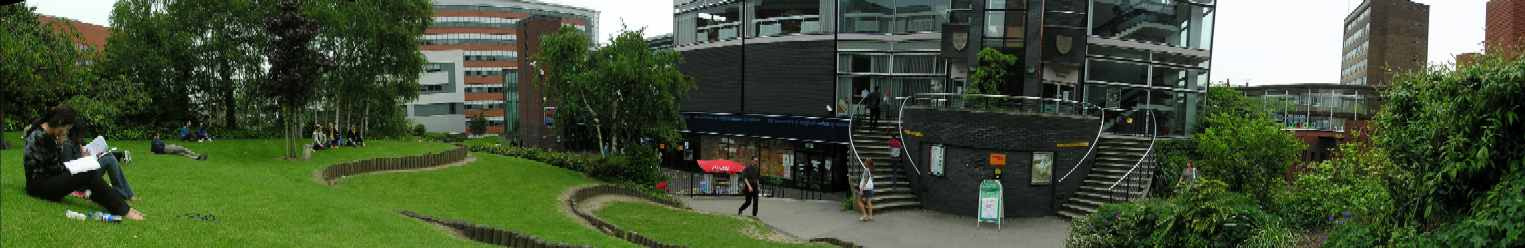
De izquierda a derecha: Edificio Hicks, Casa de la Universidad, un sendero hacia el Centro Octagon y el Edificio de Educación en 2004.

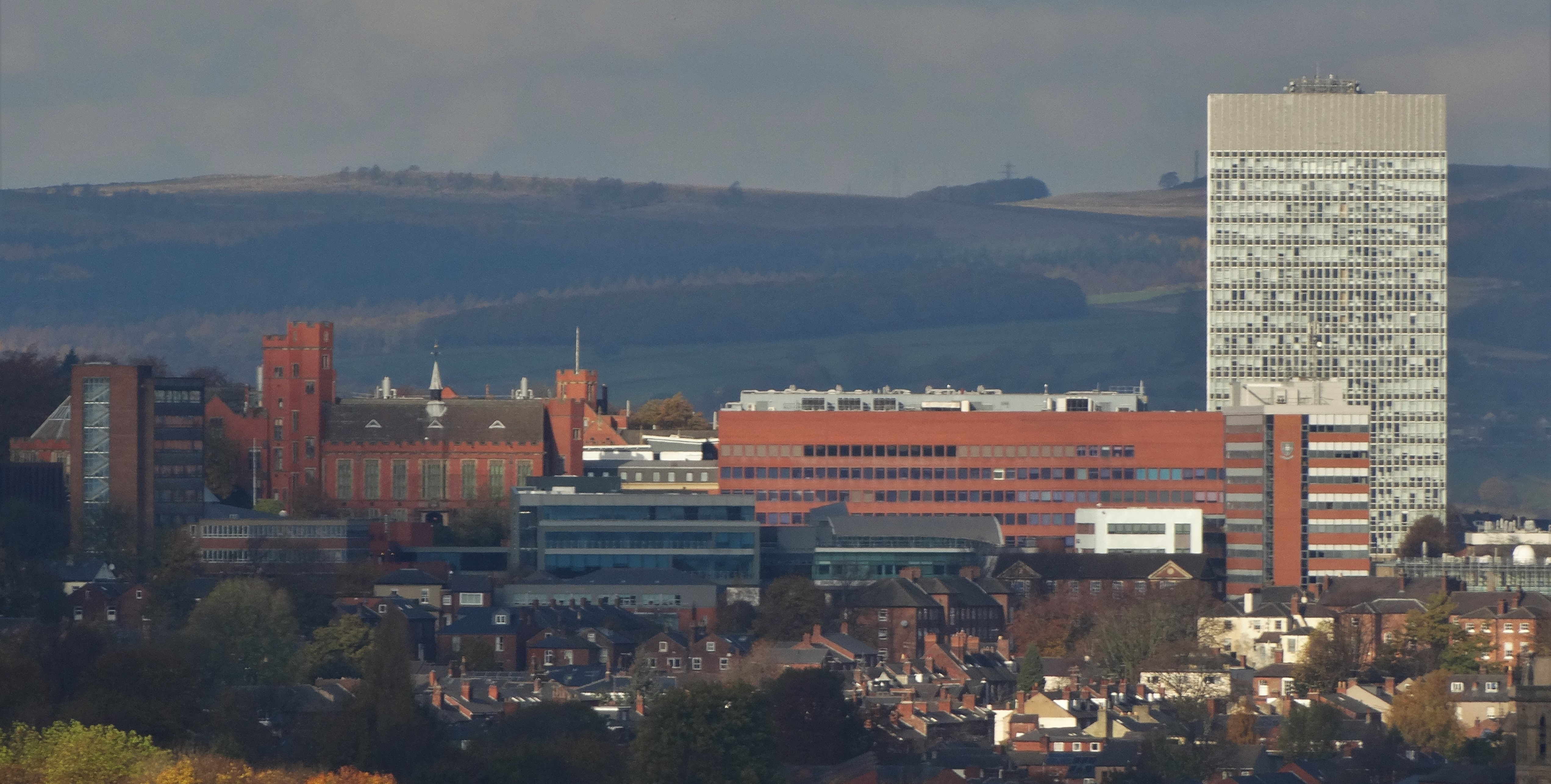
Los edificios de la Universidad de Sheffield y la Torre de Artes.